# Râul Balaura Mică
Râul Balaura Mică este un curs de apă, unul din cele două brațe care formează râul Balaura. 